# Gaia Tormena
Gaia Tormena (23 juli 2002) is een Italiaans mountainbikster, baan- en wegwielrenster die anno 2024 rijdt bij de wielerploeg Isolmant-Premac-Vittoria. 
Tormena won in 2019 op zeventien jarige leeftijd het Europees kampioenschap en het Wereldkampioenschap op de cross-country eliminator. In 2020 won ze opnieuw het Europees kampioenschap eliminator en behaalde ze een tweede plaats op teamsprint tijdens het Europees kampioenschap baanwielrennen voor junioren.

## Overwinningen

### Mountainbike
2019
Wereldbeker Villard-de-Lans, eliminator
Wereldbeker Volterra, eliminator
 Wereldkampioenschap, eliminator
 Europees kampioenschap, eliminator
Wereldbeker Winterberg, eliminator
2020
Wereldbeker Waregem, eliminator
 Europees kampioenschap, eliminator
 Wereldkampioenschap, eliminator
Wereldbeker Barcelona, eliminator

### Baanwielrennen
| Jaar       | IK         | EK         | WK         | Overig     |
| Als junior | Als junior | Als junior | Als junior | Als junior |
| ---------- | ---------- | ---------- | ---------- | ---------- |
| 2020       |            | teamsprint |            |            |

### Wegwielrennen

#### Resultaten in voornaamste wedstrijden
|      | \| Jaar \| Milaan-San Remo \| \| ---- \| --------------- \| \| 2025 \| opgave \| |
| Jaar | Milaan-San Remo                                                                  |
| 2025 | opgave                                                                           |